# مشعلية لحمية
مشعلية لحمية أو رشاد حجري لحمي (الاسم العلمي:Aethionema carneum) هي نوع من النباتات تتبع جنس المشعلية من الفصيلة الصليبية.